# Мельман Юхим Петрович
Юхи́м Петро́вич Ме́льман (1 квітня 1913, Одеса — 19 червня 1994, Івано-Франківськ) — український анатом та морфолог, професор, 1974 — заслужений діяч науки УРСР. Член президії Всесвітнього товариства анатомів, гістологів та ембріологів. Нагороджений орденом Трудового Червоного Прапора, іншими орденами та медалями.

## Життєпис
Закінчив навчання в Харківському медичному інституті.
23 жовтня 1939 року, народився син Валерій.
Протягом 1941-1945 років служив провідним хірургом медико-санітарного батальйону.
Після демобілізації продовжує навчання в аспірантурі, захистив кандидатську дисертацію.
По аспірантурі викладав анатомію в Одеському медичному інституті, кафедрою завідував професор Федір Андрійович Волинський. В тому часі почав працювати над докторською дисертацією.
Протягом 1949—1980 років завідував кафедрою анатомії Івано-Франківського державного інституту — по доценту Журавській Н. О.
1953 року захистив докторську дисертацію — «Матеріали до іннервації товстої кишки у людини (макроскопічне дослідження)».
Протягом 1950—1960 років дослідження проводилися в двох основних напрямках — вивчення міжнервових зв'язків внутрішніх органів, який розвинули в дослідженнях і дисертаціях М. В. Долішній, Дринь Богдан Михайлович, Н. О. Красікова, Л. Д. Маслєннікова, К. С. Шевчук, результати досліджень лягли в основу роботи «Функціональна морфологія інервації органів травлення».
Другим напрямком було вивчення проблеми колатерального обігу; в часі її дослідження було захищено 16 докторських та 30 кандидатських дисертацій, зідйснено понад 500 публікацій, з них — 4 монографії Мельмана у співавторстві з професорами Шевчуком М. Г. — Москва,1976, Дацуном І. Г. , Москва, 1986, Шуткою Б. В., Київ, 1988.
Приклав чимало зусиль, щоб 1958 року при кафедрі відкрилася аспірантура.
По питаннях колатерального обігу було проведено чотири тематичні конференції — в 1962, 1964, 1967 та 1971 роках, і яких брали участь вчені-ангіологи з СРСР та закордонні фахівці.
Протягом 1971—1980 років працював проректором по науці, по тому у 1980—1992 роках — консультант кафедри анатомії.
1971 року за монографію «Функціональна морфологія інервації органів травлення» вдостоєний премії ім. В. П. Воробйова АМН СРСР.
По ньому кафедру очолив доцент Долішній М. В.
Його наукові праці стосуються морфології периферичної нервової системи та ангіології.
Розробив схему підчеревної новокаїнової блокади, запропонував методи реваскуляризації органів.
Виступав на міжнародних форумах — в НДР, 1966 та ПНР — 1977.
Його учень Володимир Зеляк — заслужений працівник вищої школи України. Учениця Олена Дєльцова — доктор медичних наук, професор Івано-Франківського медичного університету. Загалом підготував 58 докторів та кандидатів наук.
Серед його робіт:
- 1953 — «Матеріали щодо інервації сліпої кишки», Одеса,
- 1970 — «Функціональна морфологія інервації органів травлення», Москва,
- 1986 — «Функціональна морфологія прямої кишки», Москва, 1986,
- 1988 — «Морфологія нирки», Київ, 1988.

Є автором патенту «Спосіб фіксації спинного та головного мозку для електронно-мікроскопічного дослідження», 1982, разом з В. С. Гітілісом, Б. В. Шуткою та А. А. Новоземцевою.